# Jerry Russo
Jerry Russo is een personage uit Wizards of Waverly Place, vertolkt door David DeLuise.
Jerry is van Italiaanse oorsprong. Hij is getrouwd met Theresa Russo. Samen hebben ze drie kinderen: Justin Russo, Alex Russo & Max Russo. Zijn zwager is Ernesto Larkin en Kelbo Russo is zijn broer. Jerry heeft geen magische krachten meer, omdat hij deze opgaf door met een sterveling, Theresa, te trouwen. Hij geeft zijn kinderen wel les in magie.

## Familie
| Naam           | Relatie | Opmerking    |
| -------------- | ------- | ------------ |
| Theresa Russo  | Vrouw   | is Mexicaans |
| Max Russo      | Zoon    |              |
| Alex Russo     | Dochter |              |
| Justin Russo   | Zoon    |              |
| Kelbo Russo    | Broer   |              |
| Megan Russo    | Zus     |              |
| Trevor Russo   | Neef    |              |
| Graeme Russo   | Neef    |              |
| Ernesto Larkin | Zwager  |              |
| Kim Russo      | Nicht   |              |